# Pharao
Pharao – niemiecki zespół eurodance, założony w 1994 w Berlinie. W skład zespołu wchodzili wokalistka Kyra Pharao, raper Deon Blue (Marcus Deon Thomas) oraz producenci muzyczni Alexander Hawking i Steffen Harning (DJ Stevie Steve). Zespół znany jest z takich singli, jak "There is a Star" i "World of Magic". Zespół wydał 2 albumy "Pharao" w 1994 i "The Return" w 1998.

## Albumy
- 1994 "Pharao"
- 1998 "The Return"

## Single
- 1994 "I Show You Secrets"

"There is a Star" 
- 1995 "World of Magic"
- 1997 "Temple of Love"

"Once Upon a Time"